# Томопулос, Томас
Томас Томопулос (греч. Θωμάς Θωμόπουλος, 1873—1937) — греческий скульптор и художник.

## Биография
Томопулос родился в городе Смирна (Измир) в 1873 году. Согласно некоторым данным, его родители были родом с острова Кипр. В возрасте 4 лет Томопулос вместе с семьей переехал в Афины, где он вырос и окончил Школу изящных искусств. Учителем скульптуры у него был Георгиос Врутос, а живописи Никифорос Литрас. В 1897 году Томопулос получил два приза, учреждённых греческими меценатами Томаидисом и Хрисовергисом. Затем Томопулос продолжил учёбу в Академии искусств города Мюнхен. После Мюнхена жил во Флоренции, Неаполе, Риме. В 1900 году Томопулос вернулся в Афины, где стал преподавателем скульптуры в Школе изящных искусств. Томопулос сыграл большую роль в признании и в художественном развитии скульптора Яннулиса Халепаса. Умер Томопулос в Афинах в 1937 году.

## Работы

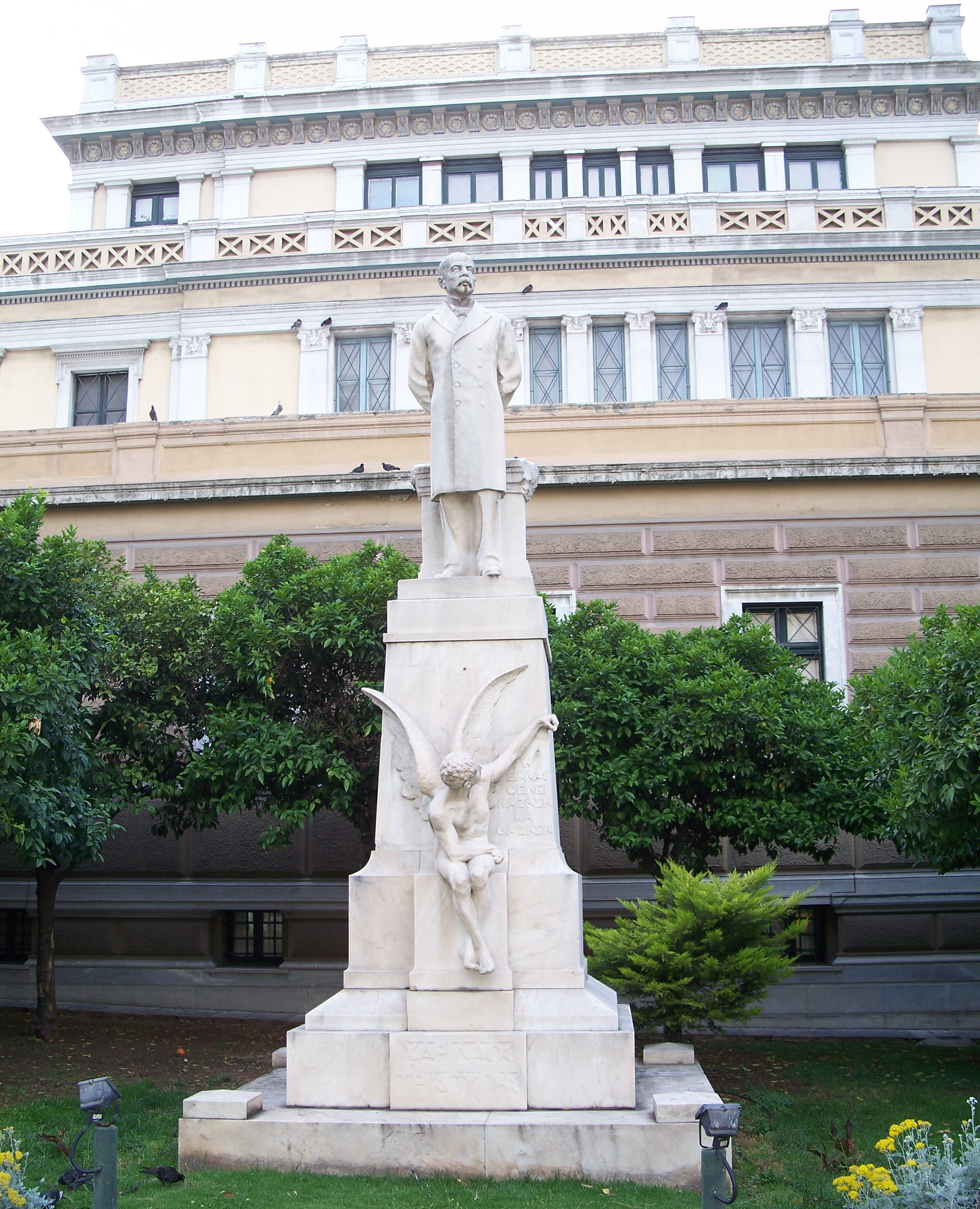
Статуя премьер-министра Харилаоса Трикуписа

Томопулосу принадлежит множество бюстов и статуй, установленных в центре Афин и в других городах Греции, например:
- бюст национального поэта Дионисиоса Соломоса установленный в Национальном парке Афин (1924);
- бюст одного из основателей Филики Этерия Эммануила Ксантос, установленный на площади Колонаки;
- статуя премьер-министра Харилаоса Трикуписа установленная перед старым зданием Парламента Греции (ныне Национальный исторический музей);
- памятник Неизвестному солдату, установленный перед нынешним Парламентом Греции;
- статуя Свободы на холме пророка Ильи в городе Хания, остров Крит.